# Episodi di Animal Kingdom (terza stagione)
La terza stagione della serie televisiva Animal Kingdom è stata trasmessa in prima visione sul network TNT dal 29 maggio al 21 agosto 2018.
In Italia, la stagione è andata in onda dal 23 novembre 2018 al 15 febbraio 2019 sul canale del digitale terrestre a pagamento Premium Crime.
| n° | Titolo originale     | Titolo italiano          | Prima TV USA   | Prima TV Italia  |
| -- | -------------------- | ------------------------ | -------------- | ---------------- |
| 1  | The Killing          | L'omicidio               | 29 maggio 2018 | 23 novembre 2018 |
| 2  | In the Red           | In rosso                 | 5 giugno 2018  | 30 novembre 2018 |
| 3  | The Center Will Hold | Il centro terrà          | 12 giugno 2018 | 7 dicembre 2018  |
| 4  | Wolves               | Lupi                     | 19 giugno 2018 | 14 dicembre 2018 |
| 5  | Prey                 | Preda                    | 26 giugno 2018 | 21 dicembre 2018 |
| 6  | Broke From the Box   | Rottura di scatole       | 3 luglio 2018  | 28 dicembre 2018 |
| 7  | Low Man              | L'ultima ruota del carro | 10 luglio 2018 | 4 gennaio 2019   |
| 8  | Incoming             | In arrivo                | 17 luglio 2018 | 11 gennaio 2019  |
| 9  | Liberated            | Libertà                  | 24 luglio 2018 | 18 gennaio 2019  |
| 10 | Off the T...         | Cammina con le tue gambe | 31 luglio 2018 | 25 gennaio 2019  |
| 11 | Jackpot              | Jackpot                  | 7 agosto 2018  | 1º febbraio 2019 |
| 12 | Homecoming           | Ritorno a casa           | 14 agosto 2018 | 8 febbraio 2019  |
| 13 | The Hyenas           | Le iene                  | 21 agosto 2018 | 15 febbraio 2019 |